# Yūki Sanetō
Yūki Sanetō (實藤 友紀?, Sanetō Yūki; Tokushima, 19 gennaio 1989) è un calciatore giapponese, difensore del Vegalta Sendai.

## Caratteristiche tecniche
È un difensore centrale.

## Carriera

### Club

#### Kawasaki Frontale
La sua carriera nel professionismo ha inizio con il Kawasaki Frontale debuttando nella J1 League, la massima serie del calcio giapponese, il 25 giugno 2011, invece nel 2012 segnerà la sua prima rete con il gol del 1-0 che deciderà la vittoria contro l'Albirex Niigata. Segnerà la sua ultima rete per la squadra nell'edizione 2013 della Coppa del Giappone nella vittoria per 3-1 battendo il Ventforet Kofu

#### Avispa Fukuoka e Yokohama F. Marinos
A partire dal 2016 giocherà per l'Avispa Fukuoka e con la sua nuova squadra segnerà il suo primo gol nella sconfitta per 3-2 contro il Sagan Tosu. La squadra retrocede nella J2 League, segnando il suo primo gol in seconda divisione nella sconfitta per 2-1 contro il Tokushima Vortis. Giocherà per l'Avispa Fukuoka fino al 2020, nello stesso anno passa allo Yokohama F. Marinos tornando a giocare nella massima serie, segnando una rete nella AFC Champions League nel pareggio per 1-1 contro il Sydney FC.

### Nazionale
Giocherà con la Nazionale del Giappone Under-23 ai Giochi asiatici e per merito di Sanetō il Giappone vincerà la sua prima medaglia d'oro al torneo avendo segnato nella finale contro gli Emirati Arabi Uniti il gol del 1-0 con cui vincerà di misura.

## Palmarès

### Club

#### Competizioni nazionali
- Campionato giapponese: 1

Yokohama F·Marinos: 2022
- Supercoppa del Giappone: 1

Yokohama F·Marinos: 2023

### Nazionale
- Giochi asiatici: 1

2010